# Берлінгтон-Джанкшен (Міссурі)
Берлінгтон-Джанкшен (англ. Burlington Junction) — місто (англ. city) в США, в окрузі Нодавей штату Міссурі. Населення — 521 особа (2020).

## Географія
Берлінгтон-Джанкшен розташований за координатами 40°26′49″ пн. ш. 95°4′4″ зх. д. / 40.44694° пн. ш. 95.06778° зх. д. (40.447022, -95.067878).  За даними Бюро перепису населення США в 2010 році місто мало площу 2,87 км², уся площа — суходіл.

## Демографія
Згідно з переписом 2010 року, у місті мешкало 537 осіб у 228 домогосподарствах у складі 147 родин. Густота населення становила 187 осіб/км².  Було 266 помешкань (93/км²).
Расовий склад населення:
| - 99,1 % — білих |

До двох чи більше рас належало 0,7 %. Частка іспаномовних становила 0,9 % від усіх жителів.
За віковим діапазоном населення розподілялося таким чином: 26,3 % — особи молодші 18 років, 57,7 % — особи у віці 18—64 років, 16,0 % — особи у віці 65 років та старші. Медіана віку мешканця становила 37,5 року. На 100 осіб жіночої статі у місті припадало 102,6 чоловіків;  на 100 жінок у віці від 18 років та старших — 98,0 чоловіків також старших 18 років.
Середній дохід на одне домашнє господарство  становив 41 399 доларів США (медіана — 39 375), а середній дохід на одну сім'ю — 52 411 долар (медіана — 50 250). Медіана доходів становила 38 516 доларів для чоловіків та 26 875 доларів для жінок. За межею бідності перебувало 24,8 % осіб, у тому числі 37,9 % дітей у віці до 18 років та 18,4 % осіб у віці 65 років та старших.
Цивільне працевлаштоване населення становило 198 осіб. Основні галузі зайнятості: освіта, охорона здоров'я та соціальна допомога — 40,9 %, виробництво — 26,8 %, роздрібна торгівля — 7,1 %, мистецтво, розваги та відпочинок — 7,1 %.